# Four Walls and a Roof
«Cuatro paredes y un techo» —título original en inglés: «Four Walls and a Roof»— es el tercer episodio de la quinta temporada de la serie de televisión The Walking Dead. Se estrenó el 26 de octubre de 2014. Fue dirigido por Jeffrey F. January y el guion estuvo a cargo de Angela Kang y Corey Reed. Se estrenó el 27 de octubre de 2014 por la cadena Fox en España e Hispanoamérica. En el episodio, el grupo de Rick Grimes (Andrew Lincoln) se prepara para un enfrentamiento con Gareth (Andrew J. West) y su grupo de residentes de Terminus. Mientras tanto, después de que su pierna fuera amputada y comido por el grupo de Gareth, Bob Stookey (Lawrence Gilliard Jr.) está al borde de la muerte por una mordida de un caminante que lo atacó en el episodio anterior.
El episodio marcó las apariciones finales de Lawrence Gilliard Jr. y Andrew J. West como actores regulares en el programa. También presenta el clímax y la muerte de los notables villanos del cómic "The Hunters", que fue elogiado por los críticos por su rápida conclusión y ritmo rápido.

## Trama
Gareth (Andrew J. West) y los otros miembros restantes de Terminus se burlan de Bob (Lawrence Gilliard Jr.) mientras se comen su pierna. Gareth expresa su ira hacia Carol, quien mató a su madre, y afirma que vieron a Carol y Daryl marcharse juntos mientras se acercaban a la iglesia. Habían planeado capturar y comer a Rick (Andrew Lincoln) y el resto de su grupo, pero Bob comienza a llorar y luego se echa a reír y les dice que lo mordieron el día anterior. El grupo de Terminus comienza a entrar en pánico, temiendo que se conviertan en caminantes. Gareth noquea a Bob para detener su risa histérica.
En la iglesia, cuando se dan cuenta de que Bob, Carol y Daryl están desaparecidos, Sasha (Sonequa Martin-Green) se enfrenta al Padre Gabriel (Seth Gilliam) sobre el paradero de Bob. Gabriel no puede responder, pero esto lleva a que Rick le pregunte sobre el destino de su congregación. Gabriel se ve obligado a admitir que cuando comenzó el apocalipsis, él había bloqueado a su congregación fuera de la iglesia y había permitido que los caminantes los mataran a sus seguidores.
El grupo escucha un ruido afuera, y encuentra a Bob allí, habiendo sido dejado allí por el grupo Terminus. Bob les cuenta que fue mordido en el banco de alimentos y que Gareth esta al acecho de ellos. Rick quiere quedarse hasta que Carol y Daryl regresen, pero Abraham (Michael Cudlitz) se niega a arriesgar la vida de Eugene (Josh McDermitt) y decide llevarse el autobús pero Rick no lo permite ambos comienzan a tener una disputa hostil, pero Glenn (Steven Yeun) los detiene y convence a Abraham de quedarse 12 horas más y promete irse con él si Carol y Daryl no regresan para entonces. El grupo se prepara para defenderse de Gareth, y Sasha le ordena a Tyreese (Chad L. Coleman) que vigile a Bob y se prepare para apuñalarle la cabeza con un cuchillo si muere.
Por la noche, Rick y algunos miembros del grupo se van a buscar a Gareth, pero Gareth y su grupo se esconden cerca. Los Cazadores Caníbales logran entrar a la iglesia mientras el grupo de Rick se perdió de vista, Gareth al escuchar los llantos de Judith, intenta llevarse a la bebe Judith para comérsela y tratan de forzar las puertas, pero Rick y los demás escuchan la conmoción y regresan. Dos de los miembros de Terminus son asesinados en la cabeza por Rick y antes de que Rick y los otros mantengan a Gareth y los otros a punta de pistola. Gareth ruega misericordia, prometiendo no comer a nadie del grupo de Rick. Rick le dice que si no se alimentan de sus amigos, encontrarán a alguien más para alimentarse. Rick le afirma que el le hizo una promesa sacando su machete de mango rojo y lo mata a machetazos, Sasha, Michonne y Abraham matan al resto del grupo de Terminus, para horror de los demás, y a la angustia de Gabriel por la sangre derramada en su iglesia. Maggie (Lauren Cohan) le recuerda que la iglesia no es más que cuatro paredes y un techo. Michonne recupera su katana robada de uno de los cuerpos.
Bob sobrevive hasta la mañana, donde el grupo se despide de él. Muere en los brazos de Sasha antes de que Tyreese lo apuñale, ya que una devastada Sasha no podía hacerlo. Bob está enterrado con los otros feligreses de Gabriel. Abraham se prepara para partir con Eugene, Rosita Espinosa (Christian Serratos), Glenn, Maggie, y Tara Chambler (Alanna Masterson). Abraham le da a Rick un mapa de su ruta a Washington D. C.. Cuando se van, Rick ve que Abraham dejó un mensaje alentador para que Rick lo siga tan pronto como puedan.
Esa noche, Michonne está hablando con Gabriel, quien todavía está angustiado por la violencia que vio. Michonne oye un ruido en los arbustos cercanos y aparece Daryl (Norman Reedus). Michonne le pregunta acerca de Carol, y Daryl se dirige a un arbusto cercano y le ordena a alguien que salga..

## Producción
- Melissa McBride y Emily Kinney no aparecen en este episodio, pero son acreditadas en la apertura.

- Este episodio marca las salidas de los actores co-protagónicos Lawrence Gilliard Jr (Bob Stookey) y Andrew West (Gareth) debido al fallecimiento de sus personajes. También marcan las salidas de los actores recurrentes Chris Coy (Martín), April Billingsley (Theresa), Benjamin Papac (Albert), Travis Young (Greg), Chris Burns (Mike) debido a que sus personajes fueron asesinados.

## Recepción
Tras la transmisión, el episodio fue visto por 13.801 millones de televidentes estadounidenses con una calificación de entre 18 y 49 de 7.0, una disminución en la audiencia de la semana anterior que tuvo 15.143 millones de espectadores con una calificación de entre 18 y 49 de 7.7.
En el Reino Unido, el episodio fue visto por 1.147 millones de espectadores, lo que lo convierte en la transmisión de mayor audiencia de esa semana. También recibió 62 millones de televidentes incluyendo a cambios de hora. çç
Zack Handlen de The A.V. Club le dio al episodio una calificación A. Matt Fowler de IGN le dio al episodio un 8,6 de cada 10, diciendo que el episodio "una vez más nos mostró la poderosa fuerza y lo implacable que es el grupo de Rick al hacerlos aniquilar a Gareth de una sola vez. fuerza y moralidad sabia, y sus habilidades de lucha son, por mucho, dejando sin defensas al rival. Por eso es frustrante verlos cortados por la mitad y dividirse en dos historias separadas al final. Entiendo que el espectáculo no puede manejar de manera realista un conjunto tan gigante siempre estando juntos en un solo lugar, pero ojalá hubiera comprado más en las razones de la división. "
Alan Sepinwall de HitFix dijo "este fue otro episodio pulposo y efectivo, y una buena ilustración de las formas en que" The Walking Dead "se ha mejorado con el tiempo.." Con respecto a la masacre de la iglesia, dijo: "Aprecio tanto que los escritores no mantuvieron a los caníbales como una amenaza a largo plazo, y excusa para revolcarse en el sadismo de lo que hacen (incluso si Gareth no lo ve de esa manera), y que Rick no resultó ser tan estúpido como querían que pareciera cuando alejó a la mayoría de los buenos luchadores de la iglesia cuando eso era tan obvio que Gareth lo quería. La masacre de las termitas restantes [...] fue brutal, y ilustró cuán frío y rudo puede ser Rick cuando lo empuja hasta este punto ".

## Audiencia
El episodio tuvo un total de 13.80 millones de espectadores en su emisión original.